# Come to Daddy
Albums de Richard D. James
Richard D. James Album
(novembre 1996) Compilation
(juin 1998)
Come to Daddy est un maxi d'Aphex Twin sorti en 1997 sur le label britannique Warp.
La genèse de Come To Daddy, l'un des titres les plus connus d'Aphex Twin, est entourée de rumeurs de fans : certains prétendent que James aurait reçu une lettre d'une fan qui disait : « I want your soul... » (« Je veux ton âme... »), phrase répétée en boucle dans le morceau ; d'autres pensent qu'il voulait parodier The Prodigy dont il reprend une partie du style et des codes,.
D'un point de vue musical, Come To Daddy, Pappy Mix est un titre de jungle agressif qui ne ressemble pas à ce qu'Aphex Twin a pu faire auparavant (à moins de remonter à la compilation Classics).

## Contexte
Richard D. James a noté ses réflexions sur la chanson dans une interview en 2001 avec Index Magazine, notamment en se désintéressant de sa popularité.
"'Come to Daddy' a été créé alors que je traînais chez moi, m'énervant en faisant un jingle de death metal de merde. Ensuite, il a été commercialisé et un clip a été réalisé, et cette petite idée, qui était une blague, s'est transformée en quelque chose d'énorme. C'était pas bien du tout." 
Après le succès du single, James a affirmé qu'il avait retiré le disque de la circulation pendant une semaine, espérant l'empêcher d'atteindre le top du hit-parade.
Il faut toutefois tempérer ces propos, Richard D. James étant un habitué des déclarations fantaisistes, à la limite du trolling,.

## Clip
Le clip de "Come to Daddy" (sorti en octobre 1997) a été réalisé par Chris Cunningham dans le même domaine municipal où Stanley Kubrick a filmé de nombreuses séquences d'Orange Mécanique. La scène est tournée autour du centre commercial Tavy Bridge, Thamesmead, qui a été démoli en 2007 .
Le clip de Chris Cunningham, réalisé en 1997, met en scène des adultes déguisés en enfants difformes, arborant le sourire diabolique de James. Ils courent dans une banlieue industrielle sinistre, emportant avec eux une télévision et terrorisant des adultes. Ils sont sous le contrôle d'un démon, qui à un moment-clé du clip, sort du poste de télévision et pousse un hurlement glacial. Cette vidéo, baignée d'une atmosphère étrange et terrifiante, a été acclamée et souvent citée par les critiques et professionnels. Le clip a été sujet à de nombreuses interprétations et analyses de la part des fans, qui y voient plusieurs niveaux de métaphores.

## Distinctions
La vidéo est incluse dans le volume de Directors Label , The Work of Director Chris Cunningham. Le clip a également été classée numéro un des années 1990 par Pitchfork. La vidéo a remporté le Golden Nica (prix principal) dans la catégorie Musiques numériques au Prix Ars Electronica en 1999.

## Liste des morceaux
Les pistes 5 à 11 sont absentes des éditions "vinyle" (hors disques promo).
| Come To Daddy | Come To Daddy                             | Come To Daddy | Come To Daddy | Come To Daddy | Come To Daddy | Come To Daddy | Come To Daddy | Come To Daddy | Come To Daddy |
| No            | Titre                                     | Durée         |               |               |               |               |               |               |               |
| ------------- | ----------------------------------------- | ------------- | ------------- | ------------- | ------------- | ------------- | ------------- | ------------- | ------------- |
| 1.            | Come To Daddy (Pappy Mix)                 | 4:22          |               |               |               |               |               |               |               |
| 2.            | Flim                                      | 2:57          |               |               |               |               |               |               |               |
| 3.            | Come To Daddy (Little Lord Faulteroy Mix) | 3:50          |               |               |               |               |               |               |               |
| 4.            | Bucephalus Bouncing Ball                  | 5:44          |               |               |               |               |               |               |               |
| 5.            | To Cure A Weakling Child (Contour Regard) | 5:10          |               |               |               |               |               |               |               |
| 6.            | Funny Little Man                          | 3:58          |               |               |               |               |               |               |               |
| 7.            | Come To Daddy (Mummy Mix)                 | 4:24          |               |               |               |               |               |               |               |
| 8.            | IZ-US                                     | 2:57          |               |               |               |               |               |               |               |
| 33:25         |                                           |               |               |               |               |               |               |               |               |

| Pistes bonus de la réédition de 2017 | Pistes bonus de la réédition de 2017 | Pistes bonus de la réédition de 2017 | Pistes bonus de la réédition de 2017 | Pistes bonus de la réédition de 2017 | Pistes bonus de la réédition de 2017 | Pistes bonus de la réédition de 2017 | Pistes bonus de la réédition de 2017 | Pistes bonus de la réédition de 2017 | Pistes bonus de la réédition de 2017 |
| No                                   | Titre                                | Durée                                |                                      |                                      |                                      |                                      |                                      |                                      |                                      |
| ------------------------------------ | ------------------------------------ | ------------------------------------ | ------------------------------------ | ------------------------------------ | ------------------------------------ | ------------------------------------ | ------------------------------------ | ------------------------------------ | ------------------------------------ |
| 9.                                   | forgotten life path                  | 2:28                                 |                                      |                                      |                                      |                                      |                                      |                                      |                                      |
| 10.                                  | bank lullaby                         | 1:49                                 |                                      |                                      |                                      |                                      |                                      |                                      |                                      |
| 11.                                  | 28 organ 1.1 [ru,ec,+9]              | 6:40                                 |                                      |                                      |                                      |                                      |                                      |                                      |                                      |
| 43:52                                |                                      |                                      |                                      |                                      |                                      |                                      |                                      |                                      |                                      |